# Rémy Vercoutre
Rémy Vercoutre (Groot-Sinten, 26 juni 1980) is een Frans voetballer. Hij is de doelman van SM Caen en heeft ook al de selectie van het Franse nationale team gehaald. Vercoutre staat sinds 2014 onder contract by Caen, hiervoor speelde hij bij onder andere Olympique Lyon.

## Spelerscarrière
Vercoutre speelde bij Montpellier HSC voordat hij naar Olympique Lyonnais verhuisde. Hij werd in het seizoen 2004/05 uitgeleend aan RC Straatsburg. In 2007 was hij door de blessure van eerste doelman Grégory Coupet een jaar lang eerste keus bij Lyon maar kwam daarna de daaropvolgende seizoenen niet veel meer aan spelen toe. Na het vertrek van eerste doelman Hugo Lloris naar Tottenham Hotspur in augustus 2012 werd Vercoutre opnieuw eerste doelman van Lyon. Jeugdproduct Anthony Lopes was zijn grootste concurrent voor een plek onder de lat. In juni 2014 tekende Vercoutre een tweejarig contract bij promovendus SM Caen nadat hij de strijd van Lopes had verloren.
1 Zelazny ·
2 Baysse ·
3 Armougom ·
4 Diomandé ·
5 Sankoh ·
6 Oniangué  ·
7 Khaoui ·
9 Repas ·
10 Fajr ·
11 Ninga ·
12 Beauvue ·
13 Joseph ·
14 Gradit ·
15 Imorou ·
16 Callens ·
17 Deminguet ·
18 Bammou ·
19 Tchokounté ·
21 Guilbert ·
22 Mbengue ·
23 Dabo ·
24 Djiku ·
27 Crivelli ·
29 Genevois ·
30 Samba ·
40 Reulet ·
Coach: Mercadal